# Arcidiocesi di Colossi
L'arcidiocesi di Colossi (in latino Archidioecesis Colossensis) è una sede soppressa del patriarcato di Costantinopoli e una sede titolare della Chiesa cattolica.

## Storia
Colossi, le cui rovine si trovano presso la città di Honaz (provincia di Denizli) nell'odierna Turchia, è un'antica sede arcivescovile autocefala della provincia romana della Frigia Pacaziana nella diocesi civile di Asia. Faceva parte del patriarcato di Costantinopoli ed originariamente era suffraganea dell'arcidiocesi di Laodicea.
Colossi fu centro di un'antica comunità cristiana, le cui origini risalgono agli albori del cristianesimo. Questa comunità non fu mai evangelizzata direttamente da san Paolo, ma fu destinataria di una delle lettere che oggi costituiscono l'epistolario paolino. La lettera ai Colossesi attribuisce al discepolo Epafra (1,7) un ruolo di una certa importanza all'interno della comunità; la tradizione cristiana lo riconosce come primo vescovo di Colossi. Suo successore sarebbe Filemone, destinatario di un'altra epistola paolina. Primo vescovo certo è Epifanio, il quale prese parte al concilio di Efeso del 449; non fu presente al concilio di Calcedonia del 451 e al suo posto firmò gli atti conciliari il metropolita Nunechio di Laodicea.
In epoca bizantina la città di Colossi decadde, forse a causa di un terremoto. Sulle sue rovine sorse la città di Chonai, che fu sede vescovile già nell'VIII secolo. Il primo vescovo a portare il titolo di Cone fu Cosma, presente al concilio in Trullo del 692 e che firmò gli atti come episcopus Colossarum sive Chonarum. Nel concilio ecumenico del 787 Teodosio (o Dositeo) è menzionato come episcopus Chonarum sive Colossarum.
Un secolo dopo, durante l'epoca del patriarca Fozio, la sede di Colossi/Chonai fu elevata al rango di arcidiocesi autocefala: primo arcivescovo conosciuto è Samuele, che prese parte al concilio di Costantinopoli dell'879-880 che riabilitò il patriarca. Un altro arcivescovo, Costantino, è documentato tra i firmatari dei decreti sinodali patriarcali negli anni 1028, 1030, 1032 e 1039.
Successivamente l'arcidiocesi di Cone divenne sede metropolitana; una Notitia del XII secolo gli assegna una sola suffraganea, la diocesi di Ceretapa. Cone scomparve alla fine del XIV secolo.
Dal XVI secolo Colossi è annoverata tra le sedi arcivescovili titolari della Chiesa cattolica con il nome di Colosse; il titolo non è più assegnato dal 22 febbraio 1965. All'inizio del Novecento è stato attribuito anche il titulus archiepiscopali Ecclesiae Chonarum, assegnato una sola volta nel 1923 e poi soppresso.

## Cronotassi

### Vescovi e arcivescovi greci
- Sant'Epafra †
- San Filemone †
- Epifanio † (prima del 449 - dopo il 451)
- Cosma † (menzionato nel 692)
- Teodosio (o Dositeo) † (menzionato nel 787)
- Samuele † (menzionato nell'879)
- Costantino † (prima del 1028 - dopo il 1039)

### Arcivescovi titolari
- Ascanio Piccolomini † (3 luglio 1579 - 1588 succeduto arcivescovo di Siena)
- Giuseppe Ferrerio † (15 marzo 1593 - 1597 succeduto arcivescovo di Urbino)
- Ascanio Gonzaga † (6 luglio 1722 - 1728 deceduto)
- Pietro Colonna Pamphili † (28 gennaio 1760 - 26 settembre 1766 nominato cardinale)
- Orazio Mattei † (28 settembre 1767 - 1787)[8]
- Alberto Maria Capobianco, O.P. † (18 giugno 1792 - 7 febbraio 1793 deceduto)
- Giovanni Giuseppe Canali † (24 gennaio 1842 - 24 aprile 1845 nominato patriarca titolare di Costantinopoli)
- Alessandro Macioti † (26 settembre 1845 - 18 gennaio 1859 deceduto)
- Charles-Amable de la Tour d'Auvergne Lauraguais † (22 luglio 1861 - 10 dicembre 1861 succeduto arcivescovo di Bourges)
- Antonio Rossi Vaccari † (25 giugno 1866 - 22 novembre 1874 deceduto)
- Antonio Maria Grasselli, O.F.M.Conv. † (22 dicembre 1874 - 19 giugno 1899 nominato arcivescovo, titolo personale, di Viterbo e Tuscania)
- Heinrich Marx † (11 giugno 1900 - 25 agosto 1911 deceduto)
- Giovanni Maria Zonghi † (5 dicembre 1914 - 8 agosto 1941 deceduto)
  - Eduardo Duarte Silva † (14 marzo 1923 - 17 ottobre 1924 deceduto)[9] (archiepiscopus Chonarum)
- Giovanni Costantini † (26 luglio 1943 - 17 maggio 1956 deceduto)
- Mario Jsmaele Castellano, O.P. † (3 agosto 1956 - 6 giugno 1961 nominato arcivescovo di Siena)
- Cesare Zerba † (28 agosto 1962 - 22 febbraio 1965 nominato cardinale presbitero di Nostra Signora del Sacro Cuore)